# Vicente Maria de Moura Coutinho de Almeida d'Eça
Vicente Maria de Moura Coutinho Almeida d'Eça GOA • GCA (Aveiro, 15 de Agosto de 1852—10 de Novembro de 1929), foi um militar, (vice-almirante da Marinha portuguesa), professor, historiador, oceanógrafo e deputado.

## Biografia
Em 1889 foi convidado para assumir a regência de Geografia no Liceu de Lisboa.
Foi deputado às Cortes e Sócio e Presidente da Sociedade de Geografia de Lisboa (1922-1924), além de Sócio, Sócio de 1.ª Classe e Sócio de Honra da Academia das Ciências de Lisboa.

## Carreira Militar
Após completar o Curso Preparatório para a Marinha, na Academia Politécnica do Porto, assentou praça como aspirante extraordinário a 17 de Outubro de 1870 e ingressou na Escola Naval no ano seguinte. Terminado o curso, em 1874 embarcou na corveta Sá da Bandeira com destino a Angola, onde passou os três anos seguintes. Regressado, embarcou na fragata Dom Fernando II e Glória. Neste anos prestou serviço numa série de navios, onde acompanhou a transição dos navios à vela para a propulsão a vapor.
Em 1885 foi nomeado Lente de Direito Internacional Marítimo e de História Marítima na Escola Naval. Leccionou estas cadeiras nos 44 anos seguintes, ao mesmo tempo que a sua carreira de investigador das pescas portuguesas (com especial incidência na vertente do Direito Internacional), de historiador, geógrafo e colonialista, tomava corpo.
No domínio da História Marítima, o seu livro Lições de Historia Marítima Geral, publicadas em 1895, tornar-se-iam o livro de referência da disciplina durante vários anos.
Até 1896 foi vogal da Comissão Central de Pescarias, onde participou em vários estudos oceanográficos, tendo ainda desempenhado as funções de Director da Escola Superior Colonial
A 11 de Março de 1919 foi feito Grande-Oficial da Ordem de Avis e a 19 de Outubro de 1920 foi elevado a Grã-Cruz da mesma Ordem.
Retirou-se do serviço activo com a patente de Vice-Almirante em 7 de Setembro de 1929, vindo a falecer em Lisboa a 10 de Novembro desse mesmo ano.

## Publicações
O almirante Almeida d'Eça foi um escritor prolífero com inúmeras obras publicadas, entre livros, artigos em jornais e revistas, monografias, palestras, etc.
As suas obras mais referidas são sobretudo O Infante D. Henrique e a Arte de Navegar dos Portugueses e  Luís de Camões Marinheiro.
Na área da geografia, as suas Noções elementares de Geografia, Cronologia e Corografia de Portugal irá revelar-se o compêndio escolar "padrão" que acompanhará os alunos através das políticas educativas da Monarquia (desde a reforma curricular de 1894), até para além da introdução dos programas republicanos para a instrução primária em 1921.

## Dados genealógicos
Era filho de Vicente de Moura Coutinho de Almeida d'Eça e de sua mulher Maria Júlia Barbosa de Lima. 
Casou, no Porto, em 27 de Outubro de 1877 com Joana de Oliveira de Queirós.
Tiveram dois filhos:
- Rui de Moura Coutinho de Almeida d'Eça
- Paulo de Moura Coutinho de Almeida d'Eça, capitão do exército), que teve:
  - Vice-Almirante Vicente Almeida d'Eça.